# 시엠립 앙코르 국제공항
시엠립 앙코르 국제공항(크메르어: អាកាសយានដ្ឋានអន្តរជាតិសៀមរាប-អង្គរ 영어: Siem Reap–Angkor International Airport, IATA: SAI, ICAO: VDSA)은 캄보디아 시엠레아프주 시엠레아프에 있는 국제공항으로, 기존 시엠립 국제공항을 대체하기 위해 건설되었다.

## 역사
2010년에 공항 여객 이용률 증가와 앙코르 와트의 파손 우려로 기존의 시엠립 국제공항을 대체할 신공항을 건설하기로 했다. 이에 2016년, 중국의 Yunnan Investment Holdings Limited사가 공항 건설사로 선정되어 같은해 12월 착공을 시작할 계획이었지만 인력난으로 2018년 착공을 시작, 2023년 완공을 하였다.

## 운항 노선
| 항공사               | 목적지                                   |
| -------------------- | ---------------------------------------- |
| 스카이 앙코르 항공   | 서울(인천) 계절편: 무안, 청주            |
| 캄보디아 앙코르 항공 | 다낭, 시아누크빌, 프놈펜, 하노이, 호치민 |
| 중국동방항공         | 상하이(푸둥), 쿤밍                       |
| 라오 항공            | 팍세                                     |
| 에어아시아           | 쿠알라룸푸르                             |
| 베트남 항공          | 하노이, 루앙프라방, 호치민               |
| 비엣제트 항공        | 하노이                                   |
| 싱가포르 항공        | 싱가포르                                 |
| 타이 항공            | 방콕(수완나품)                           |
| 방콕 항공            | 방콕(수완나품)                           |
| 타이 에어아시아      | 방콕(돈므앙)                             |